# Mortal Kombat (truyện tranh)
Các loạt truyện tranh dựa vào Mortal Kombat.

## Mortal Kombat Comic Book
Thành công về mặt phương diện từ năm Tháng 9 năm 1994 đến tháng 8 năm 1995, bộ truyện tranh Comic Book của hãng trò chơi điện tử MIDWAY, Mortal Kombat đã được nhà xuất bản danh tiếng Malibu Comics làm với hơn 30 cuốn truyện tranh về thương hiệu này được bày bán. Đây là một tiếng vang lớn nhất khi một ấn phẩm ăn theo gặt hái được nhiều thành công đến như thế. Khác hẳn so với những phương diện Mortal Kombat game và phim ảnh, khi nhảy sang một thể loại thứ ba Mortal Kombat truyện tranh có một cốt truyện được cải biên và phát triển xen lẫn giải đáp cho người đọc quanh đi quẩn lại cuộc chiến giữa phần game Mortal Kombat đầu và Mortal Kombat II, còn đâu những số còn lại tập trung vào giải thích lý lịch của các nhân vật như Kung lao, Kitana, Mileena và Baraka. Càng về sau vào xâu trong truyện bằng lối diễn giải câu văn truyện tranh càng cuốn hút người xem về nội dung mà nó có được.
Có một truyện mà người đọc truyện tranh Mortal Kombat phải được biết, không hẳn tất cả những gì mà các bạn đọc trong truyện tranh Mortal Kombat đều giống như game, trong đó có những cuốn như sau được mang nhãn mác MK trên tên truyện như The Battlewave, Goro: Prince of Pain, Tournament Edition, Rayden & Kano, và cuối cùng là U.S. Special Forces đều không được lấy trong nhữung sự kiện của truyện tranh mà chúng được coi như là những tác phẩm phóng tác từ chính những họa sĩ của nhà xuất bản Malibu Comics viết ra sau khi mua toàn bộ thương hiệu quyền truyển thể theo ý thích. Chính vì thế sau truyện này như chúng ta đã từng được thấy trong bộ truyện tranh thuộc ấn phẩm do hãng tư nhân WAM Entertainment làm ra, những sản phẩm mang tên thương hiệu cho Mortal Kombat trên truyện tranh Comic Book được cho phép khai thác độc quyền miễn phí mà không cần phải thông qua tác giả gốc (hiện tại là bộ truyện tranh Shen Leong: The Ultimate Fighting Source đã được cấp quyền để làm theo bộ luật này trên nguyên tắc được quyền khai thác ấn phẩm).
Với năm đầu tiên khi bắt đầu được vẽ không hẳn đây là bộ truyện tranh đầy màu xắc đẹp đẽ như những truyện tranh vẽ bằng công nghệ máy vi tính từng thấy bây giờ vì khiếu thảm mỹ năm trước của người làm vẽ có hạn và ngoài ra năm trước còn có những hạn chế nhất định trong việc sử dụng công nghệ để làm truyện tranh hiện đại, những thứ này không phổ biến nên họ chỉ vẽ bằng tay cùng chì để thực hiện ấn phẩm một cách tốt nhât nhưng vẫn được coi là thuộc hàng được theo đúng nghĩa phương diện truyện tranh Comic Book truyền thông mà các nước phương Tay hay làm. Sau năm 1998 khi nhà xuất bản truyện tranh Malibu Comics đi đời nhà ma, các bộ truyện tranh đời cũ của Mortal Kombat trở thành một trong vật giá đắt đỏ nhất trên Ebay cho đến tận ngày nay bởi những gì họ đã làm đã quá hoàn hảo cho một thương hiệu dòng game đối kháng danh tiếng hơn cả Street Fighter.

## Mortal Kombat 4 Limited Edition Graphic Novel
Không xuất hiện theo thể loại Comic Book, tác giả của game chỉ tuyên bố đây là một ấn phẩm tiểu thuyết hình ảnh (Graphic Novel), bộ truyện tranh Mortal Kombat 4 phát hành đi kèm theo ấn phẩm game được hãng MIDWAY làm cho người chơi nắm bắt rõ ràng hơn về cốt truyện trong game mặc dù không có bộ truyện tranh mang tên Mortal Kombat 3. Mortal Kombat 4 Comic Book là một ấn phẩm đầu tiên khi được sử dụng công nghệ vẽ truyện tranh vi tính vào ấn phẩm cho nên trong năm 1997 trở lại gần đây, bộ truyện tranh này được coi là bộ truyện tranh gây được sự chú ý nhiều nhất mặc dù nó chỉ có đúng một số. Và sau năm 1997, các fan hâm mộ chẳng bao giờ thấy được bộ truyện tranh này tái xuất hiện trở lại.

## Mortal Kombat Deception Comic Book
Chưa kịp phát hành thì công ty giải trí tư nhân WAM Entertainment đã phá sản để sau sự tiếc nuối cho bộ ấn phẩm Mortal Kombat: Deception nằm trong quên lãng khi đã hoàn tất được 70% công đoạn của bộ truyện tranh. Tất nhiên theo như hiện tại bây giờ kể từ sau khi WAM Entertainment bị xóa sổ, hãng sản xuất truyện tranh mới Zeta Publishing từ bên hiệp hội CBA lên thay thông qua dịch vụ Free Comic Book đã giới thiệu ấn phẩm ăn theo mới Shen Leong: The Ultiamte Fighting Source dựa trên nền Mortal Kombat được thực thi trong tháng 8/2008 tới đây. Tuy nhiên theo như hội ý của hiệp hội làm truyện tranh, đây sẽ là ấn phẩm cuối cùng trước khi xóa sổ nốt cái tên Mortal Kombat có trong bản đồ tranh truyện sau nhiều năm mất đi sự thành công vốn có như Malibu Comic từng làm

## Shen Leong Series Comic Book
Được coi là một ấn phẩm truyện tranh ăn theo của người sáng lập ra website Mortal Kombat Việt Nam viết từ năm 1997 do có ấn tượng với phiên bản game Mortal Kombat 4, những kế hoạch làm bộ truyện tranh này được công bố từ 15/6/2007 và phải mất gần đến 2 năm sau bộ truyện tranh mới được công bố phát hành. Bộ truyện tranh được làm đến hai tập trong suốt năm 2009, được biết đến ở mức độ thành công rất nhỏ (theo như được rõ là mặc dù đã có PR trên các trang diễn đàn đi kèm với việc công bố ấn phẩm xem Online miễn phí) nên đầu tháng 5/2010 nhóm làm truyện đã tuyên bố hủy bỏ dự án mặc dù đã có kế hoạch cho hai tập tiếp theo. Nguyên nhân chính của việc bỏ dở giữa trừng đó là việc chia trác tiền bạc giữa ấn phẩm này không đồng đều giữ người làm và tạo nên ấn phẩm cùng với hội xuất bản ấn phẩm, nên người sáng tạo đã rút lại nội dung nguyên tác gốc và để mặc kệ cho nhóm làm truyện tự giải quyết với hội xuất bản. Do việc giải quyết gặp nhiều vấn đề pháp lý và có thể lôi nhau ra tòa kiện tụng và sẽ không có lợi, nên nhóm làm đã tuyên bố rút đơn và chấp nhận giá thỏa thuận ấn phẩm bèo bọt coi như đó là tiền trả cho việc làm tác phẩm trước đó nên dự án series truyện tranh Shen Leong chấm dứt vào tháng 8/2010.
Trong suốt thời gian chấm dứt dự án Shen Leong, mọi thứ có vẻ như đã trôi dần vào quên lãng. Nhưng ấn phẩm truyện tranh này vẫn chưa kết thúc ở việc nhóm làm từ bỏ vì theo tin công bố từ tháng 10/2010, sau việc người sáng tạo ấn phẩm quay lưng với sản phẩm thì cũng là lúc nhóm làm ra bộ truyện tranh này mua lại thương hiệu từ nxb ra nó để có thể làm một phiên bản truyện tranh " Reboot " hoàn toàn mà không cần phải trờ cho đến khi chủ nhân của nó nhượng lại phần nội dung. Lúc này có thể nói ấn phẩm truyện tranh Shen Leong vẫn đang ở đâu đó ngoài kia và trờ đợi một điểm dừng chân tại một mái nhà mới trong tương lai không bao giờ đoán trước được.

## Mortal Kombat vs DC Universe
Phiên bản truyện tranh Comic Book mang tên Mortal Kombat vs DC Universe - The Begining là một trong những ấn phẩm đi kèm trong chiếc hộp game có tên Kollector's Edition được thiết kế đặc biệt hơn những loại đĩa đơn thông thường và nó được bán trên hai phiên bản hệ console Xbox 360 và Play Station 3 do chính tác giả game thứ hai là John Tobias hợp tác phối hợp với nhóm vẽ truyện tranh riêng của DC Comic để làm nên nó. Với những nét vẽ đẹp và bắt mắt của hãng sản xuất truyện tranh DC Comic nổi tiếng bằng sự hỗ trợ trong việc phối màu sắc cho các trang truyện tranh với 16 tờ được thiết kế chuyên nghiệp theo đúng nguyên mẫu của nhà sản xuất DC Comic, đây là một bộ ấn phẩm truyện tranh ngắn ăn theo thành công nhất của tác giả John Tobias sau nhiều năm chuẩn bị.
Trong cuốn truyện tranh Mortal Kombat vs DC Universe - The Begining này, bạn sẽ gặp lại hai vị tác giả tiền bối là Jimmy Palmiotti (người Italia gốc Mỹ chuyên viết kịch bản cho truyện tranh Comic Book) và Justin Gray từng tạo ra phiên bản truyện Justice League và cuối cùng là siêu sao vẽ bìa truyện tranh Comic Book là Alex Ross. Kollector's Edition là một phiên bản thực sự hứa hẹn với bạn khi có nó trong tay.